# معاملة المثليين في إسبانيا
شهدت حقوق المثليات والمثليين ومزدوجي الميول الجنسية والمتحولين جنسياً (اختصاراً: LGBT) في إسبانيا عدة تغييرات كبيرة في السنوات الأخيرة. كانت العلاقات الجنسية المثلية بين الرومان القدماء في اسبانيا شائعة وسجلت عدة حالان لزواج المثليين وخاصة بين الرجال خلال بداية الإمبراطورية الرومانية، ولكن صدر قانون ضد زواج المثلييين من قبل الإمبراطوريان المسيحيان قنسطانطيوس الثاني وقنسطنس، وخضعت المعايير الأخلاقية الرومانية للتنفيذ منذ القرن الرابع ميلادي. في نهاية المطاف، تأثير المسيحية جعل وجهة النظر النشاط الجنسي بأنه فعل هدفه الوحيد هو الإنجاب، مع اعتبار المثلية الجنسية أحد الأنشطة الجنسية العديدة الخاطئة والتي تعتبر ضد مشيئة الرب. تم لاحقاً إنشاء قوانين تعاقب على السدومية خلال الفترة التشريعية. ومع ذلك، تغيرت المواقف تجاه الحريات الفردية مرة أخرى خلال عصر التنوير الذي أدى إلى إلغاء القوانين المناهضة للسدومية من القانون الإسباني في عام 1822. القوانين تغيرت مرة أخرى مع المواقف الاجتماعية تجاه المثلية الجنسية خلال الحرب الأهلية الإسبانية وفترة ديكتاتورية فرانثيسكو فرانكو.
خلال أواخر القرن العشرين، حصلت حقوق المثليين على مزيد من الوعي الاجتماعي وأصبح النشاط الجنسي المثلي قانونيًا مرة أخرى في عام 1979، مع تساوي السن القانونية للنشاط الجنسي بين العلاقات الجنسية المثلية والعلاقات الجنسية المغايرة. اليوم، يتم الاعتراف بإسبانيا على أنها واحدة من أكثر الدول التي اعطت حريات لمواطنيها امثليين. بعد الاعتراف القانوني بالمساكنة غير المسجلة بين الشركاء المثليين في جميع أنحاء البلاد وبالشراكات المسجلة في مدن ومجتمعات معينة منذ 1994 و1997، شرّعت إسبانيا كلا من زواج المثليين وحقوق التبني للأزواج المثلية في عام 2005. ويسمح للمتحولين جنسياً بتغيير جنسهم القانوني دون الحاجة إلى جراحة إعادة تحديد الجنس أو التعقيم. وقد تم حظر التمييز في التوظيف فيما يتعلق بالتوجه الجنسي في جميع أنحاء البلاد منذ عام 1995. ويُسمح للأشخاص المثليين والمثليات ومزدوجي التوجه الجنسي والمتحولين جنسياً بالخدمة بشكل علني في الجيش، وقد سُمح للرجال الذين يمارسون الجنس مع رجال بالتبرع بالدم منذ عام 2005.
وينظر إلى إسبانيا على أنها واحدة من أكثر الدول الليبرالية ثقافيا والصديقة للمثليين في العالم، ولثقافة مجتمع المثليين دور كبير في الأدب، الموسيقى، والسينما الإسبانية وغيرها من أشكال الترفيه، فضلا عن القضايا الاجتماعية والسياسية. تشير إستطلاعات الرأي العام حول نظرة المجتمع للمثلية الجنسية باعتبارها إيجابية بشكل كبير، مع دراسة حديثة أجراها مركز بيو للأبحاث في عام 2013 تشير إلى أن أكثر من 88% من المواطنين الإسبان يقبلون المثلية الجنسية، مما يجعلها في المرتبة الأولى للدول الصديقة للمثليين من بين 39 دولة التي شملها الاستطلاع. كما ازدادت رؤية المثليين في العديد من طبقات المجتمع مثل الحرس المدني والجيش والقضاء ورجال الدين. ومع ذلك، في مجالات أخرى مثل الرياضة، يبقى مجتمع المثليين مهمّشًا. قام المخرجون السينمائيون الإسبان المثليون علنا، مثل بيدرو ألمودوبار، بزيادة الوعي بشأن التسامح مع المثليين في إسبانيا في المجتمع. في عام 2007، إستضافت مدريد مسيرة يوروبرايد واستضافت وورلدبرايد في عام 2017. ولدى مدن مدريد وبرشلونة أيضا سمعة كاثنتين من أكثر المدن الصديقة للمثليين في العالم. وتعرف غران كناريا عالميا بأنها وجهة سياحية مفضلة للمثليين.

## تاريخ المثليين في إسبانيا وقانونية النشاط الجنسي المثلي

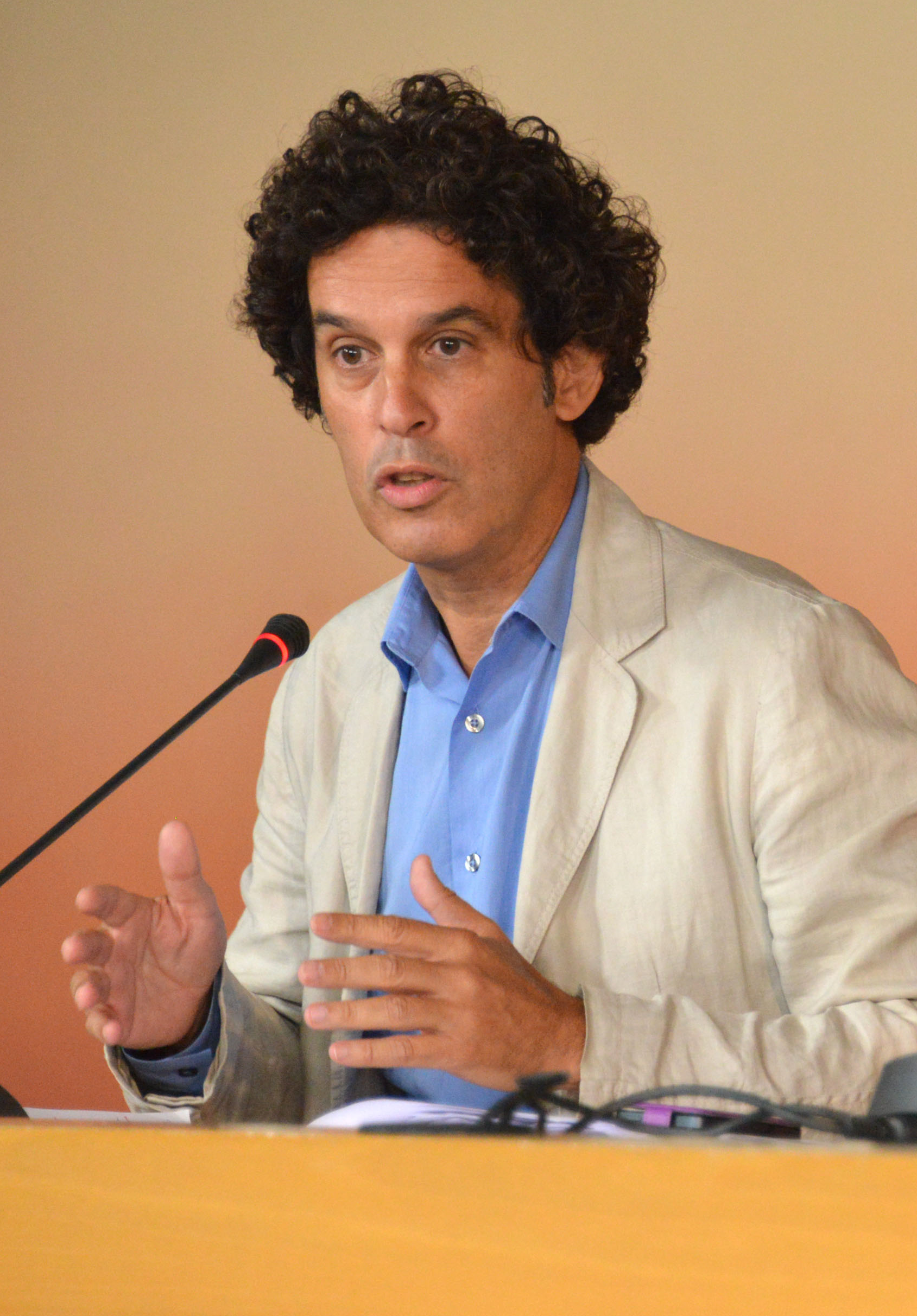
كان السياسي بيدرو ثيرولو واحدا من أهم الناشطين في حقوق المثليين في تاريخ إسبانيا وواحدا من أهم المطالبين بفتح حقوق الزواج والتبني للأزواج المثلية في البلاد.

### الإمبراطورية الرومانية

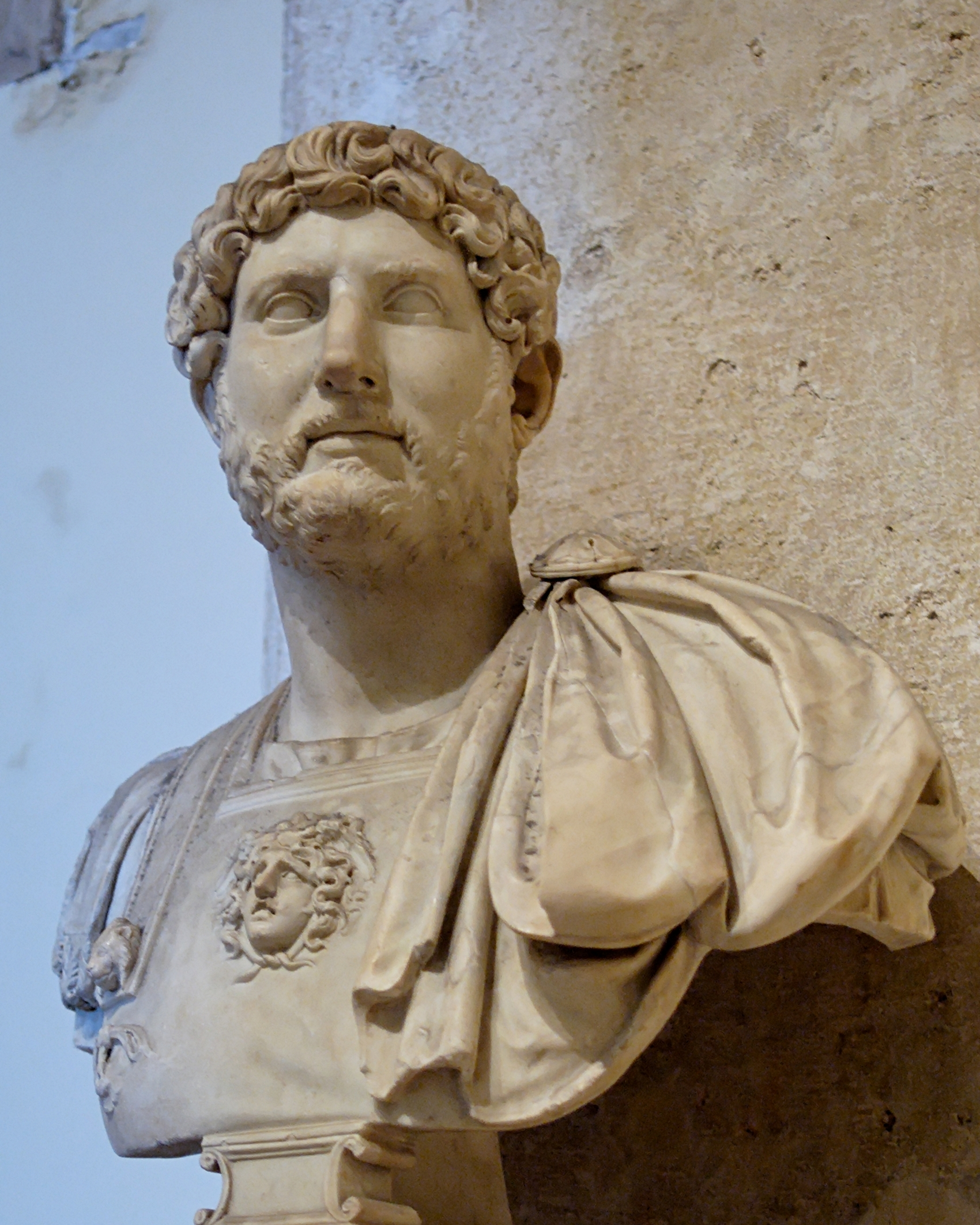
تمثال الإمبراطور الروماني هادريان والذي أصله من هسبانيا، عشيق، أنطونيوس

جلب الرومان، كما هو الحال مع جوانب أخرى من ثقافتهم، أخلاقهم الجنسية إلى إسبانيا. كان الرومان منفتحين على علاقتهم، وكانت العلاقات الجنسية بين الرجال أمرا شائعا. يشاع أن ازدواجية التوجه الجنسي بين الرومان كانت مثالية. يذكر المؤرخ إدوارد غيبون، أنه من الأباطرة الخمسة عشر الأولى، «كان كلاوديوس هو الوحيد الذي كان طعمه في الحب صحيحًا تمامًا» - وهذا يعني ضمنيا أنه كان الوحيد الذي لم يأخذ الرجال أو الأولاد كشركاء جنسيين أو كعشاق. واستند غيبون إلى هذا على البيان الواقعي الذي أصدره سويتونيوس قائلاً: «كان لديه شغف كبير بالنساء، ولكن لم يكن لديه أي اهتمام بالرجال». لقد استخدم سويتونيوس وغيره من الكتاب القدماء هذا ضد كلوديوس، إذ اتهموه بأن نفس هؤلاء النساء والزوجات يسيطرن عليه، وبأنه كان مفتونا بهن وبأنه كان زير نساء.
وقعت حالات عدة لزواج المثليين بين الرجال خاصة خلال أوائل الإمبراطورية الرومانية. وقد ثبت ذلك من خلال إدانة «قانون ثيودوسيان» الذي وضعه الأمبراطوريان المسيحيان قنسطانطيوس الثاني وقنسطنس، لحالات الزواج هذه، والذي صدر في 16 ديسمبر 342. وصف مارتياليس، وهو شاعر إسباني، ولد وتلقى تعليمه في بيليبيليس (قلعة أيوب حاليا)، لكنه قضى معظم حياته في روما، الحياة الرومانية في القصائد والإبيجراما؛  باستعمال ضمير الهو الوهمي تحدث عن الجنس الشرجي والمهبلي، وعن تلقيه الجنس الفموي من الرجال والنساء؛ كما تحدث عن حالات زواج مثليين بين الرجال في بداية الإمبراطورية الرومانية؛ كما تبين أن عديد الرجال البالغين قاموا بلعب أدوار سالبة مع رجال آخرين، وقد وصف على سبيل المثال، حالة رجل مسن لعب الدور السالب وترك العبد الأصغر يلعب الدور الموجب.
وحدث أول زواج مسجل بين رجلين في عهد الإمبراطور نيرون، الذي يقال إنه تزوج من رجلين آخرين في مناسبات مختلفة. كما ورد أن الإمبراطور الروماني إيل جبل قام بنفس الشيء. كان لبعض الأباطرة الذين أشاد بهم الرومان مثل هادريان وتراجان عشاق ذكور علنا، على الرغم من أنه لم يتم تسجيل ما إذا تزوج هؤلاء الأباطرة بعشاقهم الذكور. تم تأليه عشيق هادريان، أنطونيوس، عند وفاته وله العديد من التماثيل الموجودة اليوم، أكثر من أي شخص آخر ممن لم يكن إمبراطورا.
مثال آخر هو هادريان، أحد الأباطرة الرومان المولودين في هسبانيا، وتحديدًا في إتاليكا (سانتيبونسي حاليا). كان إمبراطورًا من 117 إلى 138. كان له عشيق مشهور، أنطونيوس، الذي ألهه، وبنى مدينة أنطينوبليس في مصر كذكرى لتخليده بعد وفاته في النيل.
صدر أول قانون ضد زواج المثليين من قبل الأباطرة المسيحيين قنسطانطيوس الثاني وكونستانس. ومع ذلك، استمر الأباطرة المسيحيون في جمع الضرائب على البغايا الذكور حتى عهد أناستاسيوس الأول (491-581). في عام 390، أعلن الأباطرة المسيحيين فالنتينيان الثاني، ثيودوسيوس الأول وأركاديوس بأن الجنس المثلي غير قانوني وبأن كل من يدان به سيعاقب بالحرق حيا أمام العامة. جعل الإمبراطور المسيحي جستنيان الأول (527-565) المثليين كبش فداء لمشاكل مثل «المجاعات والزلازل والأوبئة».
نتيجة لهذا، تغيرت الأخلاق الرومانية بحلول القرن الرابع. على سبيل المثال، أدان أميانوس مارسيليانوس بشدة السلوك الجنسي لل«تايفال»، وهي قبيلة تقع بين جبال الكاربات والبحر الأسود والتي تمارس الغلمانية على غرار اليونانيين. في 342، وضع الأباطرة كونستانس وقنسطنطيوس الثاني قانونًا لمعاقبة لعب دور السالب في العلاقة الجنسية المثلية (ربما عن طريق الإخصاء)، والذي في وقت لاحق في 390، أضاف الإمبراطور ثيودوسيوس الموت بالحرق إلى كل اللمثليين السالبين الذي يعملون في بيوت الدعارة. في 438، تم توسيع هذا القانون ليشمل جميع مثليي الجنس السالبين، في 533 عاقب جستنيان أي علاقة جنسية مثلية بالاخصاء والموت حرقا، وفي عام 559، أصبح هذا القانون أكثر صرامة.
وقد تم إعطاء ثلاثة أسباب لهذا التغيير في الموقف. بروكوبيوس القيسراني، وهو مؤرخ في حاشية جستنيان، اعتبر أن وراء القوانين دوافع سياسية، لأنها سمحت لجستنيان بتدمير أعدائه ومصادرة ممتلكاتهم، ولم توقف المثلية الجنسية بين المواطنين. السبب الثاني، وربما الأهم، كان تأثير المسيحية المتنامي في المجتمع الروماني، بما في ذلك النموذج المسيحي حول الجنس المجعول فقط لأغراض الإنجاب. أشار كولين سبنسر، في كتابه المثلية الجنسية: تاريخ، إلى إمكانية وجود شعور معين من الحفاظ على الذات في المجتمع الروماني بعد المعاناة من بعض الأوبئة مثل حمى السوداء والتي زادت الضغط الإنجابي في الأفراد. يمكن الجمع بين هذه الظاهرة والتأثير المتزايد للرواقية في الإمبراطورية.
حتى عام 313 لم يكن هناك عقيدة مشتركة حول المثلية الجنسية في المسيحية، ولكن الاعتقاد الخاطئ بأن بولس قد أدانها بالفعل على أنها «ضد الطبيعة»، رغم أنه ليس لديه سبب تفسري للقيام بذلك:
«وكذلك أيضا الرجال التاركين الاستعمال الطبيعي للمرأة، وهم محروقون في شهوة بعضهم البعض. رجال مع رجال يعملون ما هو غير لائق، ويحصلون في أنفسهم على ذلك جزاء خطأهم الذي كان يجتمع.»
الكتاب المقدس نسخة الملك جيمس. رومية 1:27.
في نهاية المطاف، أدان آباء الكنيسة في الأدب المسيحي المثلية والجنس بكل قوة، وحاربوا ممارسة شائعة في المجتمع تلك الحقبة (بما في ذلك الكنيسة البدائية). من ناحية أخرى، تم تعريف المثلية الجنسية بالهرطقة، ليس فقط بسبب التقاليد الوثنية، ولكن أيضا بسبب طقوس بعض الطوائف الغنوصية أو المانوية، والتي كانت مارس الشعائر الجنسية المثلية، وفقا لأغسطينوس.

### مملكة القوط الغربيين (418-718)
كان تسامح الشعوب الجرمانية قليلا لكل من المثليين السالبين والنساء، الذين اعتبروهم في نفس مستوى «البلهاء» والعبيد، وتمجد الصداقة الحميمة بين الرجل المحارب. ومع ذلك، هناك تقارير في الدول الاسكندنافية عن قساوسة متأنثين ومتحولين جنسيا، وبحصول الآلهة الاسكندنافية، إيسر، بما في ذلك ثور وأودين على الاعتراف الغامض بعد شرب السائل المنوي.
في العصور الوسطى المبكرة، ظلت المواقف تجاه المثلية ثابتة. هناك حالات معروفة من العلاقات المثلية التي لم تتلق العقاب، حتى لو لم يتم قبولها. على سبيل المثال، اعترف الملك كلوفيس الأول في يوم معموديته بإقامته لعلاقات جنسية مع رجال آخرين؛ أو احتواء شعر ألكوين، شاعر الأنجلو ساكسوني الذي تحتوي الآيات والرسائل على الشبقية المثلية.
يعتبر «قانون مملكة القوط الغربيين» واحدا من أوائل القوانين الجنائية في أوروبا التي اعتبرت أن المثلية الجنسية جريمة. يعاقب القانون القوطي الغربي المدرجة في هذا القانون (L. 3,5,6) ما يسمى بالسدومية بالنفي والإخصاء. ضمن مصطلح «الإخصاء» أدرجت جميع الجرائم الجنسية التي اعتبرت «غير طبيعية»، مثل المثلية بين الذكور، الجنس الشرجي (سواء أكان بين المغايرين أو المثليين) والبهيمية. اعتبرت المثلية الجنسية بين النساء سدومية فقط إذا شملت مساعدات بالقضيب.
كان الملك شينداسويث (642–653) من أملى بأن العقاب على المثلية الجنسية يجب أن يكون الإخصاء. مثل هذا الإجراء القاسي لم يسمع به في قوانين القوط الغربيين، باستثناء حالات اليهود الذين يمارسون الختان. بعد أن تم الإخصاء، يعطى الجاني في الأسقف المحلي، الذي يقوم بنفيه. وإذا كان متزوجا، يعلن بطلان الزواج، ويعاد المهر إلى المرأة وأي ممتلكات له توزع على ورثته.

### إسبانيا تحت الحكم الإسلامي (718-1492)
كان للمسلمين الذين غزوا شبه الجزيرة بنجاح في أوائل القرن الثامن، موقفا أكثر انفتاحا بشكل واضح تجاه المثلية الجنسية من أسلافهم القوطيين. في كتاب «إبيريا في القرون الوسطى: موسوعة»، يصف دانيال إيزنبرغ المثلية الجنسية بأنها «قضية رمزية رئيسية في جميع أنحاء العصور الوسطى في إبيريا»، مشيراً إلى انغماس النخبة الفكرية والسياسية في الملذات المثلية الجنسية في الأندلس. هناك أدلة كبيرة على هذا، كان لدى الحكام، مثل عبد الرحمن الثالث، والحكم الثاني، وهشام الثاني، والمعتمد بن عباد ذكورا من الحريم علانية، لدرجة أنه، لضمان نسل، كان لابد من تنكر إحدى الفتيات كصبي لإغواء الحكم الثاني. كما يشاع بأن البغايا الذكور كانوا يفرضون رسوما أعلى وكان لديهم طبقة أعلى من الزبائن مقارنة مع نظرائهم من الإناث. ويمكن أيضا العثور على أدلة في الانتقادات المتكررة من قبل المسيحيين وخاصة الشعر الغني بالطابع الجنسي المثلي. تم العثور على الإشارات إلى كل من الغلمانية والحب بين الذكور البالغين. على الرغم من أن الممارسات الجنسية المثلية لم يتم تقبلها رسمياً، إلا أنه نادراً ما تم فرض الحظر ضدها، وعادةً م لم يكن هناك ذريعة للقيام بذلك. سمحت العلاقات الجنسية المثلية للذكور بممارسات جنسية مثلية ولكن لم يُنظر إليها كشكل من أشكال الهوية. لا يعرف عدا القليل جدا عن المثلية الجنسية لدى النساء.

### مملكة إسبانيا (1492-1812)
بحلول 1492، سقطت آخر مملكة إسلامية في شبه الجزيرة الإيبيرية بعد أن تم غزو إمارة غرناطة واحتلالها من قبل مملكة قشتالة. كان هذا بمثابة توحيد المسيحيين لشبه الجزيرة الإيبيرية وعودة الأخلاق الكاثوليكية القمعية. وبحلول أوائل القرن 16، أصدرت قوانين ملكية بالحرق بسبب السدومية وعاقبت عليها السلطات المدنية. وكانت تقع تحت اختصاص محاكم التفتيش في أراضي أراغون فقط، عندما، منح البابا كليمن السابع في عام 1524، ولاية قضائية على السدومية إلى محاكم التفتيش في أراغون، سواء كانت أو لم تكن متعلقة بالهرطقة. في قشتالة، لم يتم الفصل في قضايا السدومية، إلا إذا كانت متعلقة بالهرطقة. تميزت محكمة سرقسطة بنفسها في شدتها في الحكم على هذه الجرائم: بين 1571 و1579 تمت محاكمة أكثر من 100 رجل متهم بالسدومية وتم إعدام 36 منهم على الأقل. في المجموع، بين 1570 و1630 كانت هناك 534 محاكمة و102 عملية إعدام. هذا لا يشمل، على أي حال، تلك التي تنفذها عادة السلطات المدنية.

### الإمبراطورية الفرنسية
في عام 1812، تم ضم برشلونة ودمجها في الإمبراطورية الفرنسية الأولى كجزء من إقليم مونتسيرات (لاحقاً Bouches-de-l'bbre – Montserrat)، حيث بقيت تحت السيادة الفرنسية حتى أعيدت إلى إسبانيا في عام 1814. خلال هذا الوقت تم تشريع وإلغاء تجريم العلاقات الجنسية المثلية في برشلونة.

### مملكة إسبانيا (1814-1931)
في عام 1822، تم تبني قانون العقوبات الأول في مملكة إسبانيا وتم تقنين العلاقات الجنسية المثلية. ولكن تم في عام 1928، في ظل ديكتاتورية ميغيل بريمو دي ريفيرا، تجريم جريمة «الأعمال الجنسية المثلية المعتادة» في إسبانيا.

### الجمهورية الاسبانية الثانية
في عام 1932، تم تقنين العلاقات الجنسية المثلية مرة أخرى في إسبانيا.

### إسبانيا في ظل حكم فرانكو
في بداية الحرب الأهلية الإسبانية في عام 1936، تم إعدام الشاعر فيديريكو غارثيا لوركا من قبل القوى القومية بدعوى أنه مثلي الجنس، من بين أمور أخرى، إلا أن هذا لا يمكن تأكيده. عاقبت الإصلاحات القانونية في عامي 1944 و1963 العلاقات الجنسية المثلية تحت «السلوك العام الفاضح». في عام 1954، تم تعديل قانون التشرد لعام 1933 ليعلن أن المثليين جنسياً «يشكلون خطراً»، مساويين مع القوادة والعاملين في الدعارة. ينص نص القانون على أن التدابير الواردة فيه «ليست عقوبات صحيحة، وإنما مجرد تدابير أمنية، وضعت بنهاية وقائية مضاعفة، بهدف ضمان جماعي وتطلع بتصحيح أولئك الذين نزلوا إلى أدنى مستويات الأخلاق. ليس المقصود من هذا القانون العقاب، وإنما هو لاتصحيح والإصلاح». ومع ذلك، كان من الواضح أن الطريقة التي طبق بها القانون كانت عقابية وتعسفية: كانت الشرطة تستخدم في كثير من الأحيان «قوانين التشرد» ضد المنشقين السياسيين المشتبه بهم، وذلك باستخدام مثليتهم الجنسية كوسيلة للالتفاف حول الضمانات القضائية.
ومع ذلك، في حالات أخرى، كانت مضايقات المثليين والمثليات والمتحولين جنسياً موجهة بوضوح إلى توجهاتهم الجنسية والجندرية، وتم إرسال المثليين جنسياً (ومعظمهم من الذكور) إلى سجون خاصة تسمى «صالات عرض المنحرفين» (بالإسبانية: "galerías de invertidos")‏.
تم سجن الآلاف من الرجال والنساء المثليين والمثليات، أو وضعوا في معسكرات، أو حبسوا في المؤسسات العقلية تحت ديكتاتورية فرانكو المعادية للمثليين، والتي استمرت لمدة 36 سنة حتى وفاته في عام 1975. توفي فرانكو، بدأ نظامه في إفساح المجال للديمقراطية الدستورية الحالية، ولكن في أوائل 1970 تم تجاهل السجناء المثليين جنسيا من قبل النشاط السياسي لصالح مزيد من المعارضين السياسيين «التقليديين». وينتقد بعض الناشطين المثليين عدم وجود تعويضات على ذلك.
ومع ذلك، في ستينات القرن العشرين، بدأت حضور سري للمثليين جنسيا في الظهور في برشلونة، وكانت المدينة متسامحة في ظل نظام فرانكو، وظهرت مراكز نظيرة في إيبيزا وسيتجيس (بلدة في مقاطعة برشلونة، كاتالونيا، والتي لا تزال مقصدا سياحيا للمثليين جنسيا). في أواخر الستينات والسبعينات ظهرت مجموعة من الأدب المثلي بالغة الكاتالونية. بدأت المواقف في إسبانيا الكبرى تتغير مع عودة الديمقراطية بعد وفاة فرانكو من خلال حركة ثقافية تعرف باسم موبيدا مدريد. هذه الحركة، جنبا إلى جنب مع نمو حركة حقوق المثليين جنسيا في بقية أوروبا والعالم الغربي كان عاملاً كبيرًا في جعل إسبانيا اليوم واحدة من أكثر الأماكن الأوروبية تسامحًا اجتماعيًا للمثليين.
في عام 1970، نص قانون الأخطار الاجتماعية على حكم بالسجن لمدة ثلاث سنوات على المتهمين بالعلاقات الجنسية المثلية.

### مملكة إسبانيا (1975 إلى الوقت الحاضر)

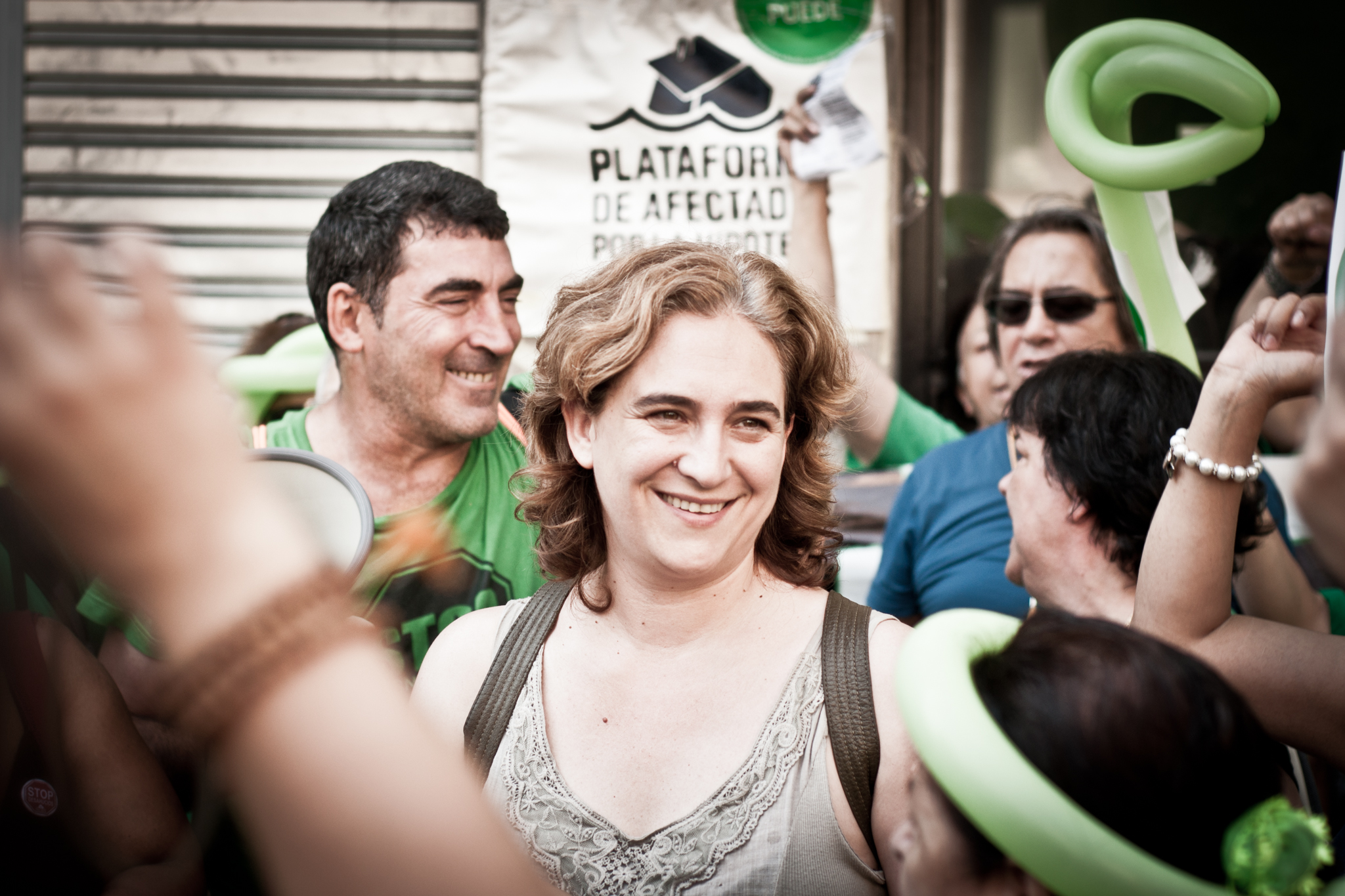
آدا كولو، رئيسة بلدية برشلونة مزدوجة التوجه الجنسي علنا

في عام 1979، تم إقرار شرعية العلاقات الجنسية القانونية بالأصل، مرة أخرى في إسبانيا، وهو الوضع اليوم.
في ديسمبر/كانون الأول 2001، تعهد البرلمان الإسباني بمسح السجلات الجنائية لآلاف من الرجال والنساء المثليين وثنائيي الميول الجنسية الذين سجنوا أثناء حكم فرانكو. ويعني القرار أن الأحكام المتعلقة بالمثلية ومزدوجي التوجه الجنسي قد تم فسخها من ملفات الشرطة.

## الاعتراف القانوني بالعلاقات المثلية

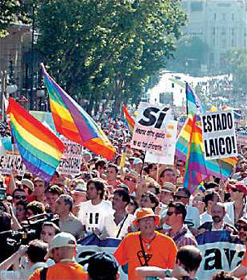
مسيرة فخر للمثليين تحتفل بتشريع زواج المثليين في إسبانيا في عام 2005

في عام 1994، تم تمرير «قانون الإيجارات الحضرية» (بالإسبانية: Ley de Arrendamientos Urbanos)‏ والذي منح بعض الحقوق للشركاء المثليين.
تم إنشاء سجلات للشركاء المثليين في جميع مناطق إسبانيا الـ 17 المتمتعة بالحكم الذاتي: كاتالونيا (1998)، أراغون (1999)، نافارا (2000)، قشتالة لامانتشا (2000)، بلنسيا (2001)، جزر البليار (2001)، مدريد (2001)، أستوريوس (2002)، أندلوسيا (2002)، قشتالة وليون (2002)، إكستريمادورا (2003)، إقليم الباسك (2003)، جزر الكناري (2003)، كانتابريا (2005)، غاليسيا (2008)، لا ريوخا (2010) ومورسيا (2018)، وفي كلتا المدينتين المتمتعتين بالحكم الذاتي: سبتة (1998) ومليلية (2008).
تم تقنين زواج المثليين وتبنيهم للأطفال من قبل البرلمان الإسباني تحت إدارة رئيس وزراء حزب العمال الاشتراكي الاسباني خوسيه لويس ثباتيرو في عام 2005.
بعد فترة وجيزة من تشريع زواج المثليين، تزوج عضو في الحرس المدني (بالإسبانية: Guardia Civil)‏، وهي قوة شرطة عسكرية، من شريك حياته، مما دفع المنظمة إلى السماح للشركاء المثليين بالمساكنة في الثكنات، وهي أول قوة شرطة في أوروبا تستقبل شريكا مثليا في منشأة عسكرية.

## التبني وتنظيم الأسرة
أصبح تبني الأزواج المثليين للأطفال قانونيًا في جميع أنحاء البلاد في إسبانيا منذ يوليو 2005. وقد قامت بعض المناطق الإسبانية المتمتعة بالحكم الذاتي بتشريع عمليات التبني هذه مسبقًا، ولا سيما نافار في عام 2000، وإقليم الباسك في عام 2003 وأراغون في عام 2004، وكاتالونيا في عام 2005، وكانتابريا في عام 2005. وعلاوة على ذلك، في أستورياس، أندلوسيا وإكستريمادورا، يمكن للأزواج المثلية رعاية الأطفال بصفة مؤقتة أو دائمة.
عُدّل قانون الإنجاب بالمساعدة في عام 2006: يمكن الاعتراف القانوني التلقائي للأم غير البيولوجية لأطفال الزوجات المثليات الذين ولدوا عن طريق التلقيح الصناعي، كما يمكن للأزواج المثليين الوصول إلى تأجير الأرحام إذا تم القيام به في بلد قننت ذلك، ولكن تأجير الأرحام غير قانونيً داخل الأراضي الإسبانية، كون عقد التخلي عن الأمومة من قابل الأم الحاضنة غير معترف به قانونيًا.

## الهوية الجندرية والتعبير عنها

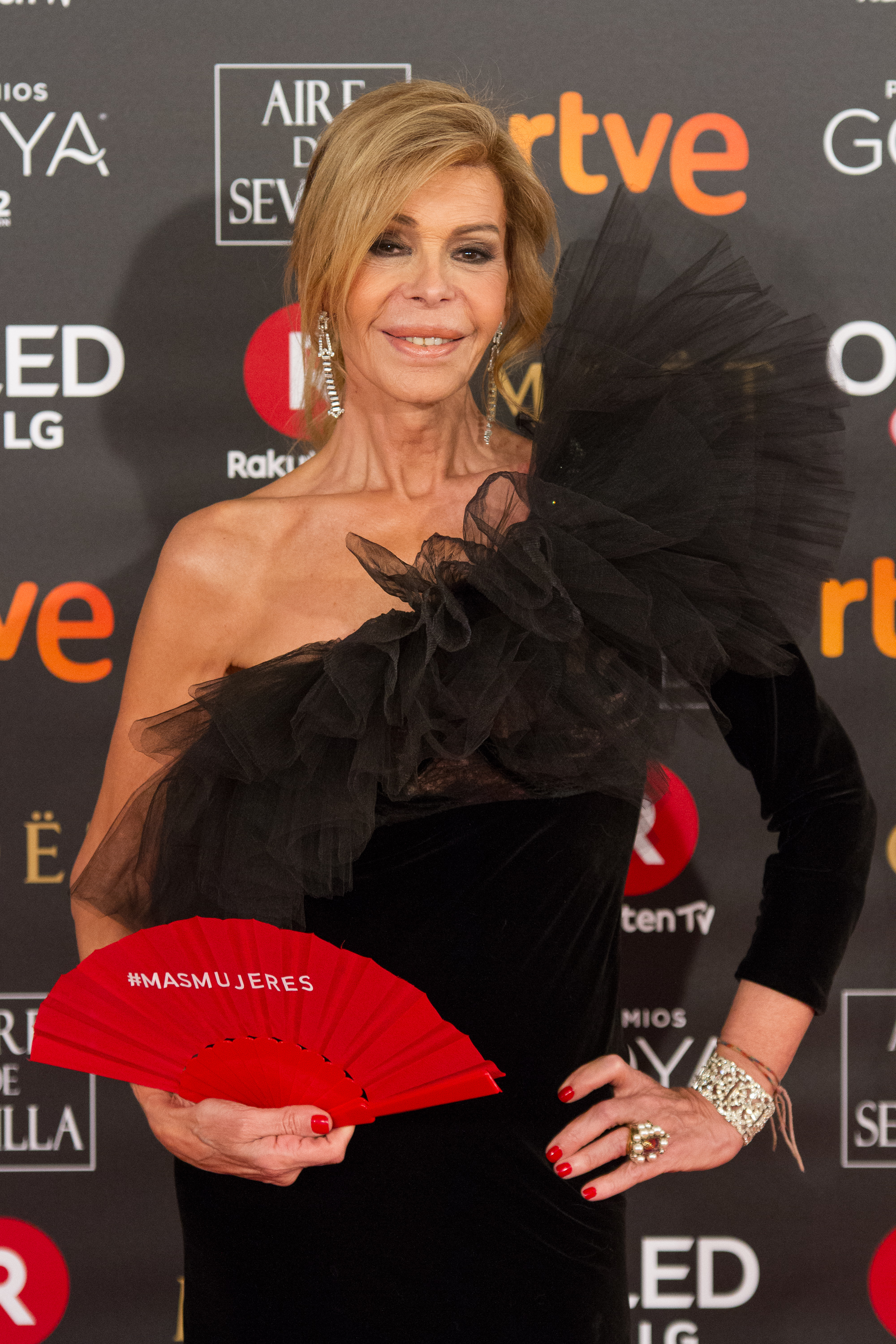
بيبيانا فيرنانديز، الممثلة والعارضة المتحولة جنسيا

في نوفمبر/تشرين الثاني 2006، أصدرت حكومة ثباتيرو قانوناً يسمح للمتحولين جنسيا بالتسجيل تحت نوع جنسهم المفضل في وثائق عامة مثل شهادات الميلاد وبطاقات الهوية وجوازات السفر دون الحاحة إلى جراحة إعادة تحديد الجنس مسبقا. دخل القانون حيز التنفيذ في 17 مارس 2007.
تحظر كل من أقايم أندلوسيا، أراغون، جزر البليار، إكستريمادورا، مدريد، مورسيا، ونافار استخدام التدخلات الطبية التعسفية بحق الأشخاص ثنائيي الجنس وخاصة الأطفال ثنائيي الجنس.

## الحماية من التمييز وقوانين جرائم الكراهية

قوانين الحماية من التمييز في التوظيف للأشخاص المثليين والمثليات ومزدوجي التوجه الجنسي والمتحولين جنسيا، حسب إقليم الحكم الذاتي في إسبانيا
حظر التمييز القائم على أساس التوجه الجنسي والهوية الجندرية
حظر التمييز القائم على أساس التوجه الجنسي، إما عن طريق القانون الفيدرالي أو القانون المحلي

أصبح التمييز في التوظيف على أساس التوجه الجنسي غير قانوني في البلاد منذ عام 1995. ومع ذلك، لا يتم حظر التمييز في التوظيف على أساس الهوية الجندرية في جميع أنحاء البلاد. وكان نافارا أول إقليم يتمتع بالحكم الذاتي يحظر التمييز على أساس الهوية الجندرية في عام 2009. وتبعتها إقليم الباسك في عام 2012. في عام 2014، قامت أندلوسيا، وجزر الكناري، كاتالونيا وغاليسيا بتمرير قوانين تحظر التمييز على أساس الهوية الجندرية. وقامت إكستريمادورا بذلك في عام 2015. وفي مايو 2016، قامت مدريد، مورسيا، وجزر البليار بتمرير قوانين تحمي المتحولين جنسيًا من التمييز. ومررت فالنسيا قانونا لمكافحة التمييز على أساس الهوية الجندرية في أبريل 2017،  في حين قامت أراغون بذلك في أبريل 2018.
تنص المادة 4 (2) من «النظام الأساسي للعمال» (بالإسبانية: Estatuto de los trabajadores)‏ على ما يلي:
| « | في علاقات العمل ، يحق للعمال: ... ألا يتعرضوا للتمييز بشكل مباشر أو غير مباشر في العمل، أو بمجرد التمييز في العمل بسبب الجنس أو الحالة المدنية أو السن ضمن الحدود المنصوص عليها في هذا القانون أو الأصل العرقي أو الإثني أو الوضع الاجتماعي أو الدين أو الإدانة أو الأفكار السياسية أو التوجه الجنسي أو العضوية أو عدم العضوية في نقابة أو لأسباب تتعلق باللغة داخل الدولة الإسبانية. | » |

لا يتم حظر التمييز في توفير السلع والخدمات القائم على أساس التوجه الجنسي والهوية الجندرية في جميع أنحاء البلاد أيضًا. وتحظر أقاليم الحكم الذاتي المذكورة آنفاً مثل هذا التمييز في قوانينها المناهضة للتمييز.
تم حظر جرائم الكراهية والكلام الذي يحض على الكراهية على أساس الميل الجنسي والهوية الجندرية منذ عام 1995. تم حظر التمييز في الخدمات الصحية والتعليم، القائم على أساس التوجه الجنسي والهوية الجنسية في إسبانيا منذ 2011 و2013 على التوالي.
كما تحظر 10 أقاليم تتمتع بالحكم الذاتي التمييز على أساس الخصائص الجنسية، وبالتالي تحمي الأشخاص ثنائيي الجنس من التمييز. هذه المجتمعات المستقلة هي غاليسيا (2014)، كاتالونيا (2014)، إكستريمادورا (2015)، جزر البليار (2016)، مدريد (2016)، مورسيا (2016)، فالنسيا (2017)، نافارا (2017)، أندلوسيا (2018) وأراغون (2018).

## الخدمة العسكرية
يمكن للمثليات والمثليين ومزدوجي التوجه الجنسي والمتحولين جنسيا أن يخدموا بشكل علني في القوات المسلحة الإسبانية.

## التبرع بالدم
يسمح للرجال المثليين ومزدوجي التوجه الجنسي بالتبرع بالدم في إسبانيا. لأي شخص بغض النظر عن التوجه الجنسي، فإن فترة التأجيل من عدم ممارسة الجنس هي ستة أشهر بعد تغيير الشريك الجنسي.

## علاج التحويل
وافق إقليم مدريد المتمتع بالحكم الذاتي على حظر علاج التحويل في يوليو 2016. ودخل الحظر حيز التنفيذ في 1 يناير 2017، وينطبق على المجموعات الطبية والنفسية والدينية. وفي أغسطس/آب، وجهت جمعية من المدافعين عن المثليين والمثليات ومزدوجي التوجه الجنسي والمتحولين جنسيا اتهامات بموجب القانون الجديد ضد إحدى النساء المدريديات التي عرضت القيام بعلاج التحويل.
حظر إقليم بلنسيا المتمتع بالحكم الذاتي استخدام علاجات التحويل في أبريل 2017. وحذت الأندلس حذوها في ديسمبر 2017، مع دخول القانون حيز التنفيذ في 4 فبراير 2018.
وافق إقليم مورسيا المتمتع بالحكم الذاتي مورسيا على حظر علاج التحويل في مايو 2016، ودخل حيز التنفيذ في 1 يونيو 2016. وعلى عكس قوانين الحظر الأخرى، لا ينطبق حظر مورسيا إلا على العاملين في مجال الصحة.
في أبريل 2019، أعلنت حكومة منطقة مدريد أنها تحقق في أبرشية ألكالا دي إيناريس التابعة لكنيسة الكاثوليكية الرومانية بسبب انتهاكها قوانين مكافحة رهاب المثلية. يأتي ذلك بعد تقارير تفيد بأن صحافيًا يدعى أنخيل فيلوميسا تظاهر بأنه رجل مثلي الجنس وحضر خدمة استشارية مقدمة من الأبرشية. في ذلك، يزعم أن الأسقف يدير جلسات علاج التحويل غير قانونية. تم الدفاع عن الأسقف من قبل الكنيسة الكاثوليكية في إسبانيا. دعت وزيرة الصحة وشؤون المستهلك والرعاية الاجتماعية ماريا لويزا كارسيدو إلى فرض حظر وطني على علاج التحويل. قائلة: «إنهم [الكنيسة] ينتهكون القانون، وبالتالي، في المقام الأول، يجب إلغاء هذه الدورات بالكامل. اعتقدت أنه في إسبانيا، تم قبول التوجهات الجنسية المختلفة في جميع المجالات، لكن للأسف نرى أنه لا تزال هناك جيوب حيث يتم إخبار الأشخاص بما يجب أن يكون عليه توجههم الجنسي».

## الرأي العام

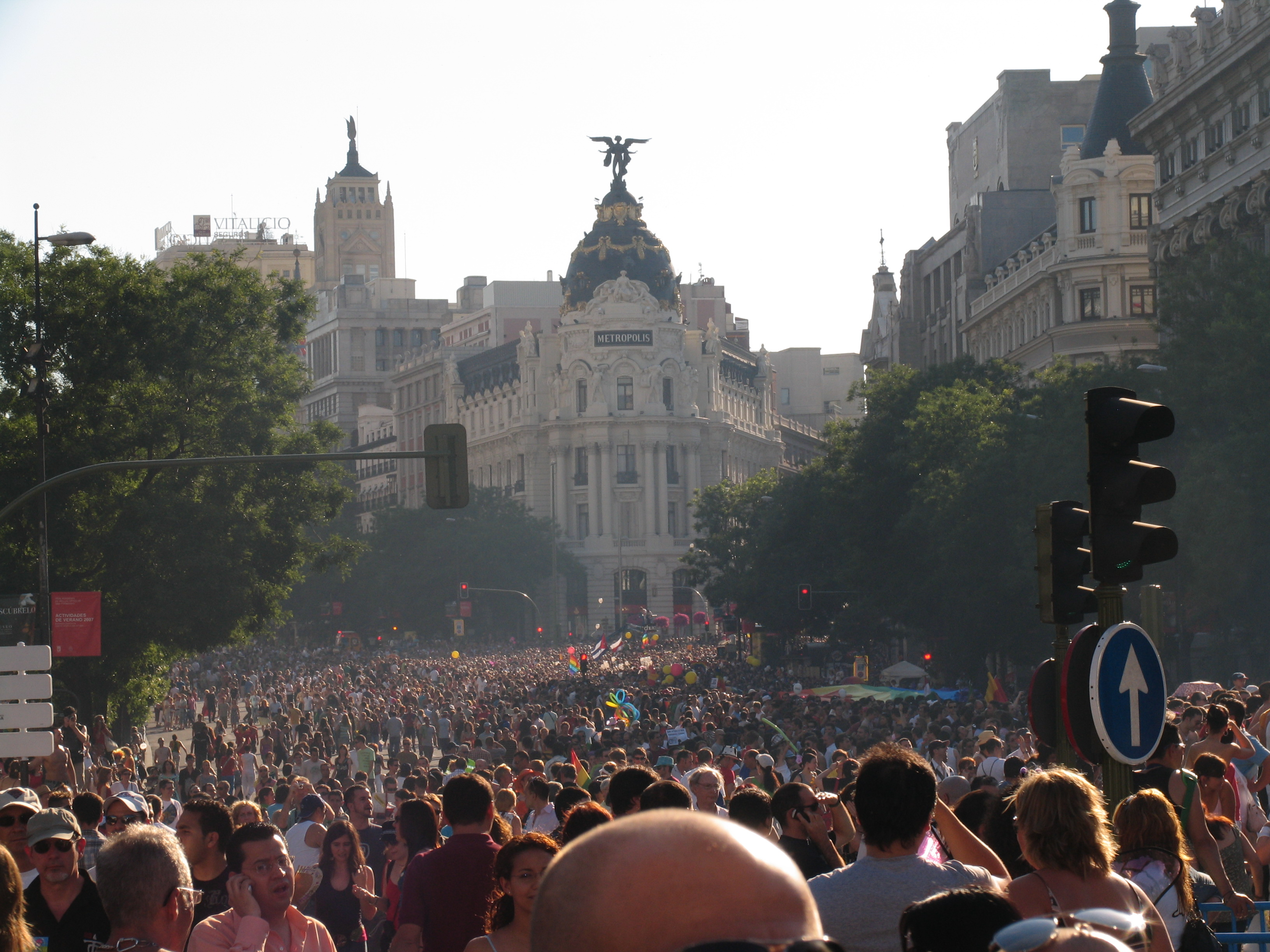
مسيرة فخر يوروبرايد للمثليين في مدريد عام2007

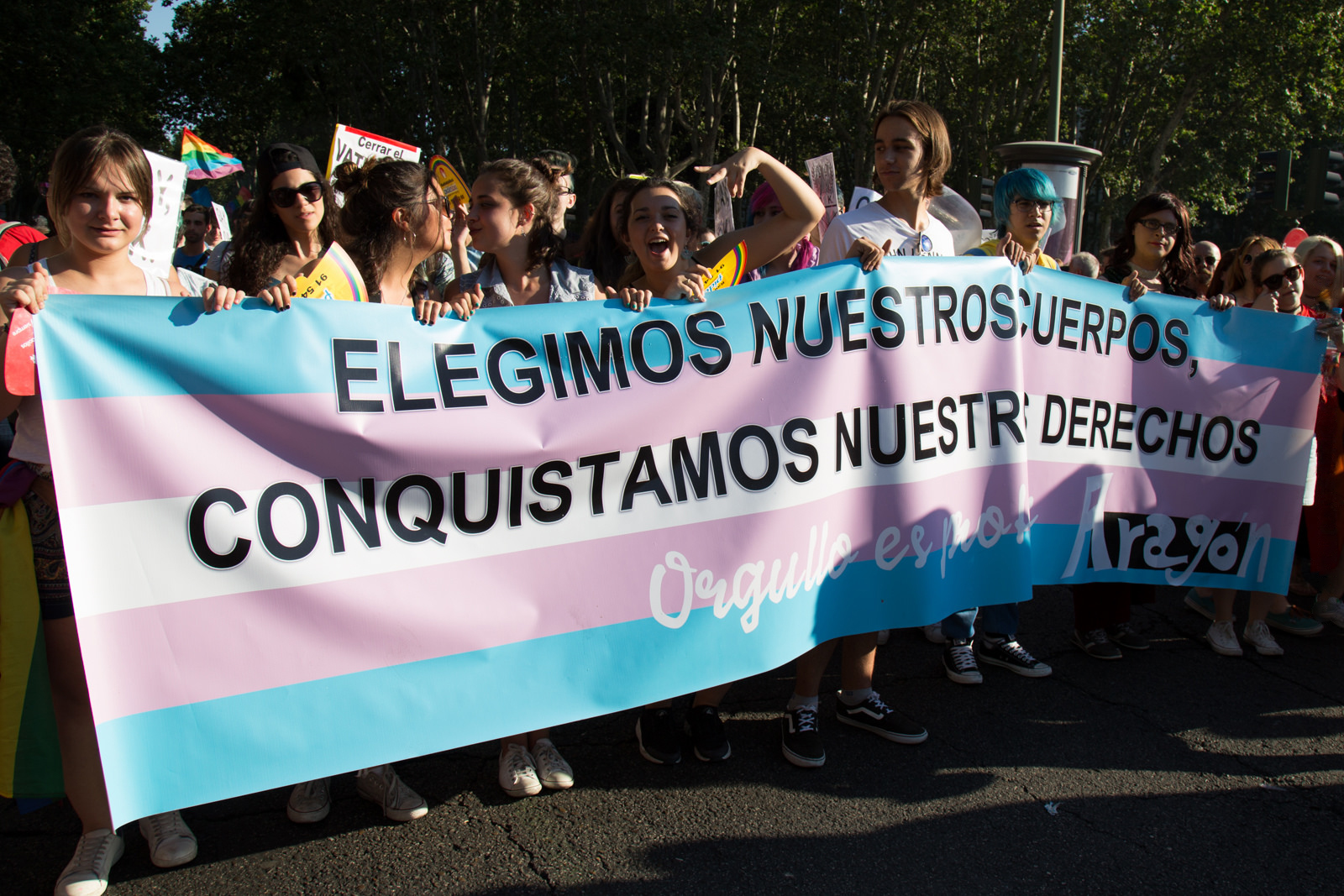
مسيرة فخر مدريد للمثليين في عام 2016

تعتبر المثلية الجنسية وازدواجية التوجه الجنسي مقبولة اليوم إلى حد كبير في جميع أنحاء البلاد، وبشكل كبير في المدن الكبرى والمتوسطة. ومع ذلك
، لا يزال من الممكن مواجهة مستوى معين من التمييز في القرى الصغيرة وبين بعض أجزاء المجتمع. وأظهر استطلاع أجرته مؤسسة يوروباروميتر في ديسمبر/كانون الأول 2006 أن 66% من الإسبان يدعمون زواج المثليين و43% يؤيدون حق الأزواج المثليين في التبني (كان متوسط الاتحاد الأوروبي على نطاق واسع 44% و33% على التوالي).
وفي 4 آذار/مارس 2013، قال وزير الداخلية الأسباني خورخي فرنانديز دياز إنه «بسبب زواج المثليين، فإن بقاء الجنس البشري غير مضمون».
وذكر أيضًا أن زواج المثليين لا ينبغي أن يتمتع بالحماية نفسها بموجب القانون كزواج المغايرين، بعد ثماني سنوات من تشريع زواج المثليين.
من بين البلدان التي درسها مركز بيو للأبحاث في عام 2013، تم تصنيف إسبانيا في المرتبة الأولى من حيث قبول المثلية الجنسية، حيث يعتقد 88% من الإسبانيين أن على المجتمع قبول المثلية الجنسية، مقارنة بـ11% لم يوافقوا على ذلك.
نشرت بلانيت روميو، وهي شبكة اجتماعية للمثليين، أول مؤشر السعادة للمثليين (GHI) في شهر مايو من عام 2015. وسُئل الرجال المثليون من أكثر من 120 دولة حول شعورهم حيال نظرة مجتمعاتهم للمثلية الجنسية، وكيف يواجهون الطريقة التي يُعاملون بها من قبل أشخاص آخرين ومدى رضاهم عن حياتهم. احتلت إسبانيا المرتبة الثالثة عشر مع نتيجة بلغت 68 على مؤشر السعادة.
أجرت موقع بزفيد استطلاعًا في ديسمبر 2016 عبر عدة بلدان حول قبول الأفراد المتحولين جنسيًا. وقد صنفت إسبانيا الأكثر قبولاً في معظم الفئات، حيث يؤمن 87% من الذين تم استطلاعهم بأنه يجب حماية المتحولين جنسيا من التمييز، واعتقد 8% فقط أن هناك خطأً ذهنيًا أو جسديًا معهم. إلى جانب ذلك، يعتقد 77% من الإسبان أنه يجب السماح للأشخاص المتحولين جنسيا باستخدام الحمام الذي يتناسب مع هويتهم الجنسية بدلاً من إجبارهم على استخدام نوع جنسهم المولودين به، مع موافقة أكثر من 50% منهم بشدة.
وجد اسطلاع لمؤسسة يوروباروميتر عام 2015 أن 84% من الإسبان يعتقدون أنه يجب السماح بزواج المثليين في جميع أنحاء أوروبا، ببنما كان 10% ضد ذلك.

## ثقافة مجتمع المثليين

### الأدب

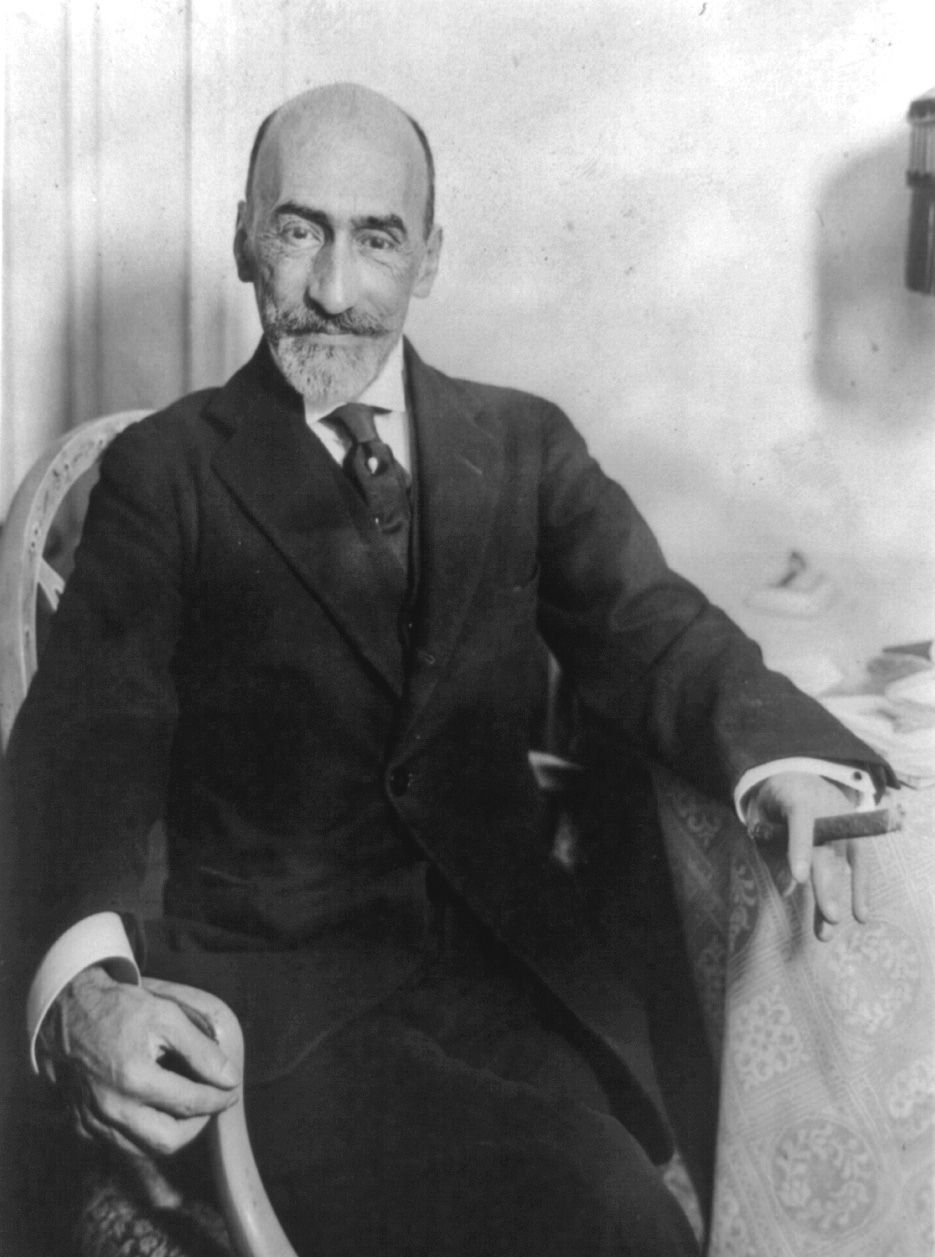
خاسينتو بينابنتي، الحائز على جائزة نوبل في الأدب

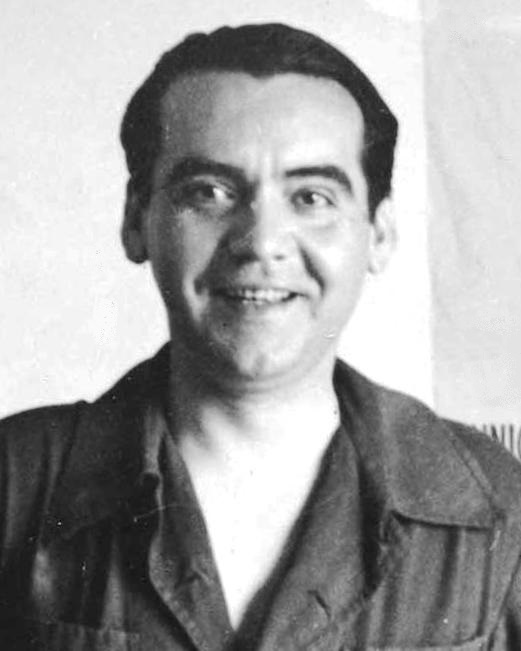
فيديريكو غارثيا لوركا في عام 1932

في بداية القرن العشرين، كان على المؤلفين الإسبان المثليين مثل خاسينتو بينابنتي، بيدرو دي ريبيدي، وأنطونيو دي هويوس ي فيننت الاختيار بين تجاهل موضوع المثلية أو التحدث عنها بشكل سلبي. وكانت الكتاب الوحيدون الذين نشروا كتبا تحتوي على أدب مثلي من الأجانب: أوغستو دهالمار من تشيلي نشر رواية «العاطفة وموت كاهن ديستو» (بالإسبانية: Pasión y muerte del cura Deusto)‏، ألفونسو هرنانديز كاتا من كوبا نشر رواية «ملاك سدوم» (بالإسبانية: El ángel de Sodoma)‏ وألبرتو نين فرياس من الأوروغواي نشر «رواية النهضة» (بالإسبانية: La novela del Renacimiento)‏. كما يوجد روايات أخرى طتبت حينها أشهرها النافورة المسمومة (بالإسبانية: La fuente envenenada)‏، مارك (بالإسبانية: Marcos)‏، عشيق الحب (بالإسبانية: amador de la belleza)‏، ألكسس ومقصد ضغط أوروانوس (بالإسبانية: Alexis o el significado del temperamento Urano)‏، وفي عام 1933، كان مقال «المثلية الخلاقة» (بالإسبانية: Homosexualismo creador)‏ ، أول مقال يتحدث عن المثلية الجنسية بصورة إيجابية.
آخرون، مثل مؤلفي الحركة الأدبية جيل 27، لجأوا إلى الشعر. كان الشعراء المثليين ومزدوجو التوجه الجنسي من هذه الحركة الأدبية من بين الأكثر تأثيرا في الأدب الإسباني: فيديريكو غارثيا لوركا، إميليو برادوس، لويس ثيرنودا، بيثنتي أليكساندري ومانويل ألتولاغيري. تأثر هؤلاء الشعراء تأثراً عظيماً بالكتاب المثليين الكبار في بقية أوروبا، مثل أوسكار وايلد، وأندريه غيد، وخاصةً روايته كوريدون، وبمارسيل بروست. في ذلك الوقت، قام إميليو غارثيا غوميز نشر كتابه «قصائد عربية-أندلسية» (بالإسبانية: Poemas arabigoandaluces)‏، والتي شملت الشعراء الغلمانيين من الأندلس.
في أواسط الثلاثينيات من القرن العشرين، كان هناك تحرير طفيف قطعته الحرب الأهلية الإسبانية. بعد الحرب الأهلية، مع اغتيال لوركا وهروب أغلبية الشعراء المثليين ومزدوجي التوجه الجنسي في المنفى، تقاعدت ثقافة المثليين من جديد إلى الشعر الخفي في فيثنتي أليكساندر، الذي لم يعترف بمثليته بشكل علني. والشعراء الآخرون المثليون في هذه الفترة هم فرانثيسكو برينس، وليوبولدو ماريا بانيرو، وخوان غيل-ألبرت، وخايمي غيل دي بيدما، وفي قرطبة، انتمى كل من فيثينتي نونيز، وبابلو غارثيا بايينا، وخوان بيرنييه إلى مجموعة «النشيد» (بالإسبانية: Cántico)‏.
كان من بين الكتاب التي ظهروا بعد انتقال إسبانا نحو الديموقراطية: خوان غويتيسولو، وكان لويس أنطونيو دي بيلينا الأكثر تأثيرا خارج اسبانيا، وكان أنطونيو غالا وتيرينثي موش من المفكرين المثليين الأكثر انخراطا في الدراسات حول المثلية الجنسية، كما كانا من أشهر الكتاب المثليين بفضل ظهورهما على التلفزيون. ومن الكتاب المثليين المعروفين الآخرين ألبارو بومبو، فيثنتي مولينا فوش، أنطونيو رويغ، بيل ميثكيدا، ليوبولدو آلاس، فيثنتي غارثيا ثيرفيرا، كارلوس سانرون، خايمي سيلا، إدواردو مينديثوتي ميغيل مارتين، لويس فرنانديز، فيكتور مونسيرات، ألبرتو كاردان، ماريانو غارثيا توريس، أغوستين غوميز أركوس، أوسكار ايسكويبياس،  لويزغي مارتين وإنياكي إيكارتي.
لم تعترف أي كاتبة مثلية الجنس في إسبانيا علنًا بمثليتهن الجنسية حتى التسعينات. لم ترغب غلوريا فويرتس أبداً في أن يكون توجهها الجنسي علنيا. كانت أندريا لوكا أول كاتبة مثلية الجنس علنا. ومن بين الكاتبات الآخرين اللاتي تحدثن عن الحب بين النساء في كتبهن: آنا ماريا موش، آنا روزيتي، إستر تاسكيتس، كارمن رييرا، إيلينا فورتون، إيزابيل فرانك ولوثيا إيتخيباريا، والتي ربحت روايتها «بياتريس والأجرام السماوية» (بالإسبانية: 'Beatríz y los cuerpos celestes)‏، جائزة نادال عام 1998.
في النشر، هناك دار نشر متخصصة في مواضيع مجتمع المثليين: إيغلز (Egales) (تأسست عام 1995) و«أوديسيا» (Odisea) (تأسست عام 1999). الأولى تمنح «جائزة تيرينثي مويخ» للروايات حول المثليين والنثليات منذ عام 2005 ؛ والأخرى تمنح «جائزة أوديسيا» للمثليين والمثليات باللغة الإسبانية منذ عام 1999.

### السينما

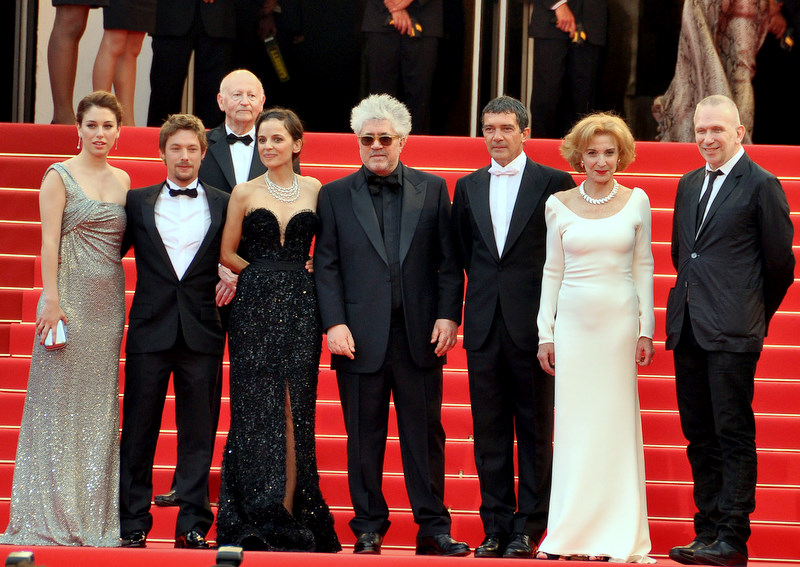
المخرج
مثلي الجنس علنا بيدرو ألمودوبار، والممثلة مثلية الجنس علنا إيلينا أنايا في مهرجان كان السينمائي

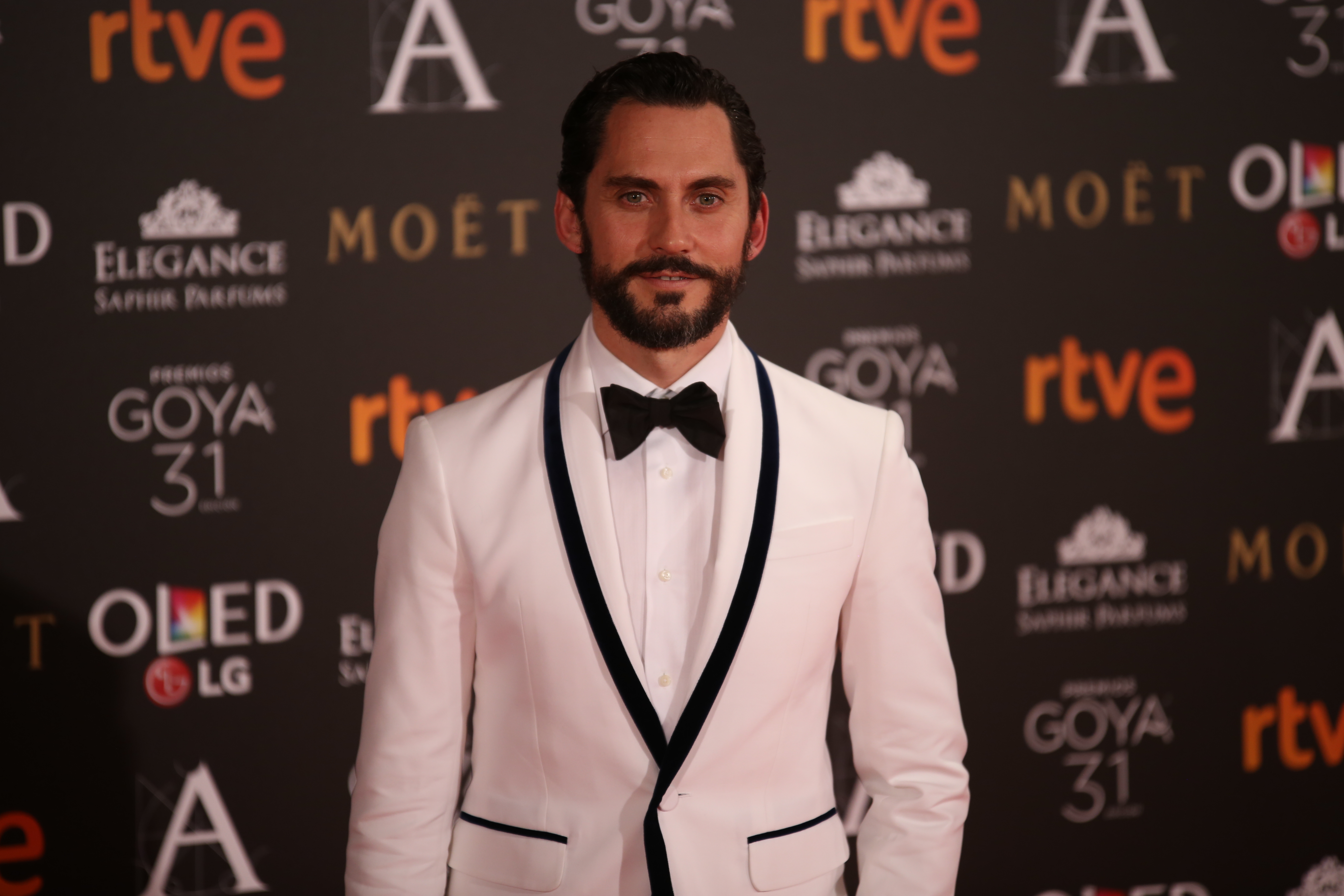
باثو ليون، الممثل والمخرج والمنتج مزدوج التوجه الجنسي علنا

كانت بدايات تمثيل المثلية الجنسية في السينما الإسبانية صعبة بسبب الرقابة في عهد فرانكو. الفيلم الأول الذي أظهر أي نوع من المثلية الجنسية، كان في غاية السرية، هو فيلم مختلف (بالإسبانية: Diferente)‏، وهو فيلم موسيقي من عام 1961، أخرجه لويس ماريا دلغادو. حتى عام 1977، إذا ظهر المثليين جنسياً على الإطلاق، فقد كان الهدف هو السخرية منهم على أنهم «المتأنثون الشواذ المضحكون».
خلال انتقال إسبانيا نحو الديمقراطية، ظهرت الأفلام الأولى التي لم تصور المثلية الجنسية بطريقة سلبية. ومن الأمثلة على ذلك موت ميكال (بالإسبانية: La Muerte de Mikel)‏، من إخراج إيمانول أوريبي وأوثانيا، صورة متقطعة (بالإسبانية: Ocaña, retrat intermitent)‏، من إخراج فينتورا بونس. في هذه الأفلام، قام المخرجون بتجربة الرؤى المختلفة للرجل المثلي: الرجل الذي يلبس لبسة الجنس الآخر في فيلم رجل يدعى فلور دي أوتونيو (بالإسبانية: Un hombre llamado Flor de Otoño)‏ (في عام 1978)، والمثليين الرجوليين والجذابين، لأول مرة في فيلم الملذات الخفية (بالإسبانية: Los placeres ocultos)‏ (في عام 1976) من إخراج إلوي دي لا إغلسيا، «الملكة» المتحاربة في فيلم «نادي المثليين» (بالإنجليزية: Gay Club)‏ (في عام 1980)، إلخ. كانت المثلية الجنسية مركز الحكاية، ويظهر المثليون على أنهم ضعفاء، وبأنهم يعيشون في اضطراب داخلي وفي نزاع مع المجتمع.
ابتداءً من عام 1985، فقدت المثلية الجنسية كونها مركز الحكاية في الفيلم، على الرغم من كونها لا تزال أساسية فيها. بدأ هذا التوجه السينمائي في فيلم قانون اللذة (بالإسبانية: La ley del deseo)‏ (في عام 1987) من إخراج بيدرو ألمودوبار واستمر في أفلام مثل في ققص زجاجي (بالإسبانية: Tras el cristal)‏ (في عام 1986) من إخراج أخوستي بيياروغا وأمور من الحب (بالإسبانية: Las cosas del querer)‏ (في عام 1989) وأمور من الحب2 (بالإسبانية: Las cosas del querer 2)‏ (في عام 1995) من إخراج خايمي شاباري.
وتشمل الأفلام الناجحة الحديثة كلا من آسف، ولكن لوكاس أرادني (بالإسبانية: Perdona bonita، pero Lucas me quería a mí)‏ (في عام 1997)، الجلد الثاني (بالإسبانية: Segunda piel)‏ (في عام 1999)، كي أم 0 (بالإسبانية: Km. 0)‏ (في عام 2000)، الإنتاج المشترك تم تصويره في الأرجنتين المال الضائع (بالإسبانية: Plata quemada)‏ (في عام 2000)، العشاق البلغاريون (بالإسبانية: Los novios búlgaros)‏ (في عام 2003) ونادي الدببة (بالإسبانية: Cachorro)‏ (في عام 2004).
مما لا شك فيه أن أشهر الأشخاص المثليين في إسبانيا هم بيدرو ألمودوبار. غالبًا ما كان المخرج متشابكًا مع مواضيع مجتمع المثليين في حكايات أفلامه، وحولته أفلامه إلى أشهر مخرج أفلام إسباني خارج إسبانيا. وبصرف النظر ألمودوبار، يعتبر بينتورا بونس وإلوي دي لا إغلسيا المخرجان السينمائيان اللذان عملا أكثر على مواضيع مجتمع المثليين في أفلامهما. في سبتمبر 2004، أعلن المخرج السينمائي أليخاندرو أمينبار عن مثليته الجنسية.

### الموسيقى

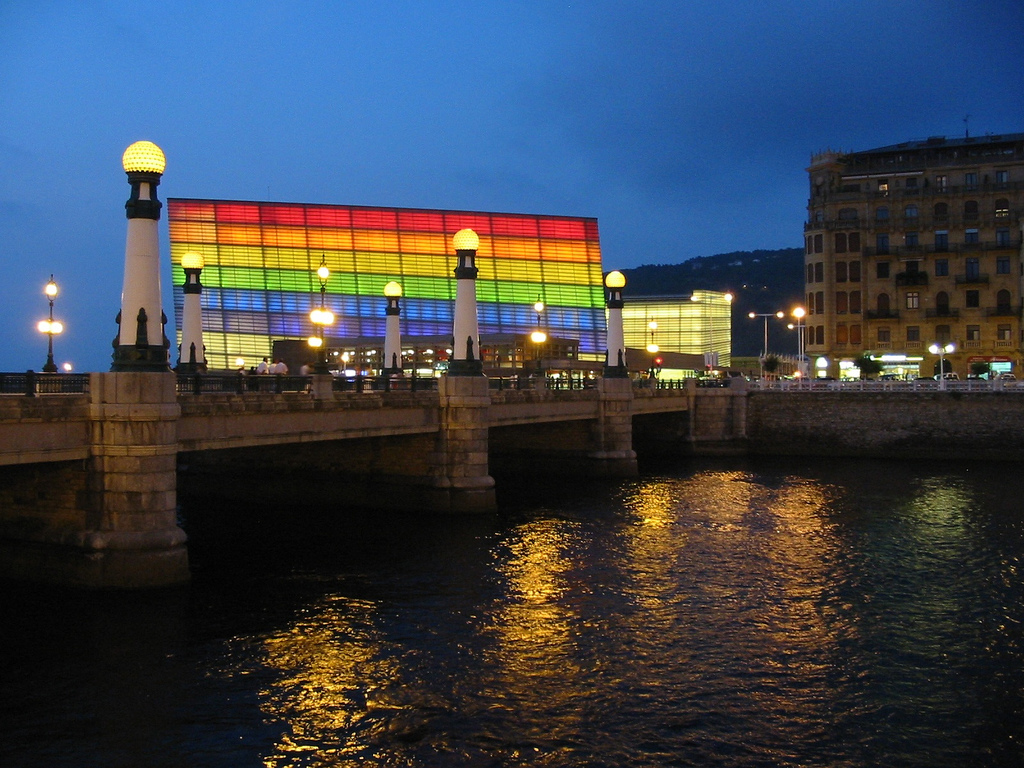
إضاءة خاصة لقاعة الموسيقى في سان سيباستيان تزامنا مع مسيرة فخر المثليين

خلال عهد ديكتاتورية فرانكو، نادرا ما يشير الموسيقيون إلى المثلية الجنسية في أغانيهم أو في الخطب العامة. واستثنى من ذلك مغني الكوبلا ميغيل دي مولينا، مثلي الجنس علنا والمعارض فرانكو، اضطر إلى الفرار إلى المنفى في الأرجنتين بعد تعرضه للتعذيب بوحشية ومنع عروضه. استثناء آخر كان المغني بامبينو، الذي كانا مثليته الجنسية معروفة في أوساط الفلامنكو. بعض الأغاني من رافاييل، كـ«ما الذي يعرفه أي شخص» (بالإسبانية: Qué sabe nadie)‏ أو «لايهم ماقاله ديغان» (بالإسبانية: "lo que digan")‏، تم تفسير احتوائها على مضامين تتحدث عن المثلية الجنسية بشكل متكرر.
في عام 1974، تجرأت فرقة الروك الشعبي "ثانوباس، رودريغو، أدولفو وغوزمان (بالإسبانية: Cánovas, Rodrigo, Adolfo y Guzmán)‏ على الحديث عن علاقة مثلية بين إمرأتين في أغنية (بالإسبانية: María y Amaranta)‏، والتي لم تكتشفها الرقابة بشكل مثير للدهشة. خلال الفترة الانتقالية نحو الديمقراطية، غنى الثنائي "باينيثا دوبل" (بالإسبانية: Vainica Doble)‏ حول مواجهة رجل مثلي الجنس لتحيز عائلته في أغنية "ملك المنزل" (بالإسبانية: El rey de la casa)‏.
أدرج المغني وكاتب الاغاني فيكتور مانويل في العديد من أغانيه موضوعات مجتمع المثليين. في عام 1980، أصدر «من أكثر» (بالإسبانية: Quién puso más)‏، وتحكي الأغنية قصة حب حقيقية بين رجلين تنتهي بعد 30 عامًا. وفي وقت لاحق، ذكر التحول الجنسي في أغنيته «كقرود في جبل طارق» (بالإسبانية: Como los monos de Gibraltar)‏، المثلية الجنسية عند النساء في أغنية «لورا لا تعيش هنا بعد الآن» (بالإسبانية: "Laura ya no vive aquí)‏ وازدواجية التوجه الجنسي في أغنية «لا تتصل بي يا أحمق» (بالإسبانية: "No me llames loca")‏
لم تصبح المثلية الجنسية واضحة في الموسيقى الإسبانية إلا مع موبيدا مدريد (بالإسبانية: La Movida Madrileña)‏. الثنائي الذي شكله بيدرو ألمودوبار وفابيو ماكنمارا عادة ما يرتدي زي نساءيا خلال حفلاتهم الموسيقية، حيث غنى كلمات استفزازية. لم يخف تينو كاثال مثليته الجنسية وأصبح رمزًا للكثير من المثليين. ومع ذلك، فإن الثلاثي ألاسكا، ناتشو كانوت وكارلوس بيرلانغا، في مشاريعهم وفرقهم الموسيقية المختلفة، من كاكا دي لوكس (بالإسبانية: Kaka de Luxe)‏، وألاسكا وديناراما (بالإسبانية: Alaska y Dinarama)‏ حتى فانغوريا (بالإسبانية: Fangoria)‏، والتي ستعاصر حركة حقوق المثليين بسبب إشاراتهم المستمرة إلى المثلية الجنسية في كلماتهم والحفلات الموسيقية الخاصة بهم. خلال فترة وجودهم ك«دينارما» (بالإسبانية: Dinarama)‏ قاموا بتسجيل أغنية من يهتم؟ (بالإسبانية: ?Qu Quién le Importa)‏، التي أصبحت نشيد للمثليين جنسيا في إسبانيا. بعد الحركة، استمر بعض الفنانين في صناعة الموسيقى ذات المواضيع المثلية، مثل فابيو ماكنمارا وكارلوس بيرلانغا في أغاني باسم «العطلة» (بالإسبانية: "Vacaciones")‏، أو لويس ميغيلاز، عازف الإيتار السابق لـدينارما والآن جزء من فرقة «البهجة للقتل».
في نهاية الثمانينات، حقق ميكانو نجاحًا في أغنية امرأة ضد امرأة (بالإسبانية: Mujer contra mujer)‏، مدافعة بوضوح عن حب امرأتين. كانت لها إصدارات في اللغة الفرنسية (" Une femme avec une femme ") واللغة الإيطالية ("Per Lei Contro Di Lei"). حققت الأغنية نجاحًا كبيرًا في فرنسا عام 1990 حيث وصلت إلى المرتبة الأولى في المبيعات خلال سبعة أسابيع. كانت الأغنية أيضا ناجحة في أمريكا اللاتينية وهي واحدة من أكثر الأغنيات تذكرًا في المجموعة. في وقت لاحق قاموا بتأليف أغنية «ستيريوساكسوال» {{إسبانية|Stereosexual}، التي تحدثت عن ازدواجية الميول الجنسية. في عام 1988، قام المغني «تام تام غو!» (بالإسبانية: Tam Tam Go!)‏، في الألبوم «الشافل الإسباني»، بغناء أغنية «مانويل راكيل» (بالإسبانية: Manuel Raquel)‏، الأغنية الوحيدة في الإسبانية في الألبوم، التي تحدثت عن قصة متحول جنسياً. تينو كاستال أدرج في ألبوم (بالإسبانية: Histeria)‏ عام 1989  الأغنية صريحة جدا (بالإسبانية: Que digan misa)‏.
في بداية تسعينات القرن الماضي، تناول المغني وكاتب الأغاني هذا الموضوع، إنما سيرانو، وخافيير ألفاريز، وأندريس لوين، وأيضا بيدرو غيرا في أغنيته «طريقة أخرى للشعور» (بالإسبانية: Otra forma de sentir)‏، والمغني «تونتخو» في «هل تفهم؟» (بالإسبانية: ¿entiendes؟)‏. كما استخدم فنانون آخرون ذوو الأساليب الأكثر تنوعًا هذا الموضوع، مثل «السماء لاتفهم» (بالإسبانية: El cielo no entiende)‏ من قبل الفرقة «أو بي كاي»، و«افهم الحب» (بالإسبانية: Entender el amor)‏ ل«مونيكا نارانخو»، و«رأس السنة الميلادية» (بالإسبانية: "El día de año nuevo")‏ من قبل أمارال «إيفا وماريا» "Eva y María" ل«ماتيريا بريما»، «التضحية» (بالإسبانية: Sacrifícate)‏ لأمستاديس بيليغروساس، «الثورة الجنسية» (بالإسبانية: La revolución sexual)‏ من قبل «لا كازا أزول» الملاك«(بالإسبانية: Ángeles)‏ ل»ميرش"، "«(بالإسبانية: »Como una flor)‏ من قبل مالو، "Da igual" من قبل «تاكسي»، "El que quiera entender que entienda "من قبل فرقة ماغو دي أوز.
كما تطرقت موسيقى البوب المستقلة إلى المثلية الجنسية من وجهات نظر مختلفة، مثل الفرقة إلوي، في أغنية «مختلف«(بالإسبانية: »Diferentes»)‏، أو «إل كان» في «مثلي مغاير«(بالإسبانية: »Gayhetera»)‏. للثنائي أسترود عديد الأغاتي المتعلقة الثقافة المثلية، وأصبحوا رمزا لقطاع محدد جدا من الجمهور المثلي. تضم فرقة محبي الجلود «غور غور غايز» مواضيع تتراوح من مطالب المثليين إلى الجنس الصريح. كما أن هناك العديد من الفرق الموسيقية الأخرى التي تنتج الأغاني بشكل حصري تقريبا للجمهور المثلي، وخاصة صديقة للمثليين جنسيا أو مع محتوى مثلي واضح نانسي روبياس، لورينا سي، سبانكي، لا تييريموتو دى ألثورثون، بوتيلاتاكس، بوتيريموردس، بوراخاس بروفنسياناس، فانيتي بار، موديلي فاتال، دوس هومبري سولوس، بوستورا 69، الخ) ولدى بعض الدراغ كوينز (drag queens) مسيرة مهنية ناجحة في مجال الموسيقى، مثل لا بروهيبيدا، «ناتشا لا ماشا»، و«لا أوتكوا».

## ملخص
| قانونية النشاط الجنسي المثلي                                                                 | (منذ عام 1979)                                                         |
| المساواة في السن القانوني للنشاط الجنسي                                                      | (منذ عام 1979)                                                         |
| قوانين مكافحة التمييز في التوظيف                                                             | (منذ عام 1995)                                                         |
| قوانين مكافحة التمييز في توفير السلع والخدمات                                                | / (تختلف حسب إقليم الحكم الذاتي)                                       |
| قوانين مكافحة التمييز في جميع المجالات الأخرى (تتضمن التمييز غير المباشر، خطاب الكراهية)     | (منذ عام 1995)                                                         |
| قوانين مكافحة أشكال التمييز المعنية بالهوية الجندرية                                         | / (تختلف حسب إقليم الحكم الذاتي)                                       |
| زواج المثليين                                                                                | (منذ عام 2005)                                                         |
| الاعتراف القانوني بالعلاقات المثلية                                                          | (منذ عام 1994)                                                         |
| تبني أحد الشريكين للطفل البيولوجي للشريك الآخر                                               | (منذ عام 2000 في بعض أقاليم الحكم الذاتي، منذ عام 2005 على مستوى وطني) |
| التبني المشترك للأزواج المثليين                                                              | (منذ عام 2000 في بعض أقاليم الحكم الذاتي، منذ عام 2005 على مستوى وطني) |
| يسمح للمثليين والمثليات ومزدوجي التوجه الجنسي والمتحولين جنسيا الخدمة علناً في القوات المسلحة | Yes                                                                    |
| الحق بتغيير الجنس القانوني                                                                   | (منذ عام 2007)                                                         |
| علاج التحويل محظور على القاصرين                                                              | / (تختلف حسب إقليم الحكم الذاتي)                                       |
| حماية القاصرين ثنائيي الجنس من التدخلات الطبية التعسفية                                      | (تختلف حسب إقليم الحكم الذاتي)                                         |
| الحصول على أطفال أنابيب للمثليات                                                             | (منذ عام 2006)                                                         |
| الأمومة التلقائية للطفل بعد الولادة                                                          | (منذ عام 2006)                                                         |
| تأجير الأرحام التجاري للأزواج المثليين من الذكور                                             | (محظور على جميع الأزواج بغض النظر عن التوجه الجنسي)                    |
| السماح للرجال الذين مارسوا الجنس الشرجي بالتبرع بالدم                                        | (منذ عام 2005)                                                         |